# Liste de jeux vidéo annulés sur Nintendo 64
 (septembre 2021).
Si vous disposez d'ouvrages ou d'articles de référence ou si vous connaissez des sites web de qualité traitant du thème abordé ici, merci de compléter l'article en donnant les références utiles à sa vérifiabilité et en les liant à la section « Notes et références ».
Ci-dessous se trouve la liste des jeux Nintendo 64 dont le développement a été annulé ou la sortie reportée sur d'autres plates-formes.
- Haut – A
- B
- C
- D
- E
- F
- G
- H
- I
- J
- K
- L
- M
- N
- O
- P
- Q
- R
- S
- T
- U
- V
- W
- X
- Y
- Z

## 0
- 1080 Snowboarding 2[1]
- 3Sixty[1]
- 64 Wars[1]
- 7th Legion (prévu sur Nintendo 64DD)[1]

## A
- Animal Crossing (sorti sur Gamecube, bien qu'une première version soit sortie sur Nintendo 64 uniquement au Japon sous le nom Doboutsu no Mori)
- Acclaim Sports Soccer[1]
- Ace Driver (qui devait être un port du même jeu d'arcade)[1]
- Actua Golf 4[1]
- Actua Soccer 3[1],[2]
- Airport Inc.[1]
- Alien: Resurrection (sortie redirigée sur PlayStation)[1]
- Alone in the Dark: The New Nightmare
- Animaniacs: Ten Pin Alley[1]
- Assault[1]
- Attack![1]

## B
- Battlecruiser 3000AD
- Big Red Racing
- Blades of Passage
- Buzz Lightyear of Star Command (jeux vidéo)
- BattleSport II[1]
- Buggie Boogie[1]

## C
- Cabbage[1]
- Caesars Palace[1]
- Carnivale[1]
- Catroots[1]
- Cavalry Battle 3000[1]
- Chanbara Fighter[1]
- Climber[1]
- Contra Spirits 64[1]
- Creator[1]

## D
- DD Sequencer (prévu sur Nintendo 64DD)[1]
- Dead Ahead[1]
- Dead or Alive (sortie redirigée sur Saturn et PlayStation)
- Deadly Honor[1]
- Deer Hunter 64[1]
- DethKarz[1]
- Derby Day[1]
- Desert Island (prévu sur Nintendo 64DD)[1]
- Dezaemon DD (prévu sur Nintendo 64DD)[1]
- Die Hard 64[1]
- Digital Horse Racing Newspaper (prévu sur Nintendo 64DD)[1]
- Dinosaur Planet (sorti sur GameCube sous le titre Star Fox Adventures)[1]
- Doubutsu Banchou (Animal Leader) (sorti sous le titre Cubivore: Survival of the Fittest sur GameCube)[1]
- Dragon King[1]
- Dragon Quest VII (sortie redirigée sur PlayStation)[1]
- Dragon Sword[1]
- Dragon Ball Z: Indainaru Dragon Ball Densetsu (sortie redirigée sur Saturn et PlayStation)
- Dream Story : Les Aventures de Tim et Lola[N 1],[1]
- DT (prévu sur Nintendo 64DD)[1]

## E
- EarthBound 64 (prévu sur Nintendo 64DD, le projet repartit quelques années après sur Game Boy Advance sous le titre Mother 3)[1]
- Echo Delta (en)[1]
- Emperor of the Jungle
- Eternal Darkness: Sanity's Requiem (disponible sur GameCube)[1]
- Extreme Sports 64[1]

## F
- F-18 Super Hornet[1]
- F1 '98[1]
- Fire Emblem 64 (prévu sur Nintendo 64DD)[1]
- First Samurai 64[1]
- Freak Boy[1]
- Frogger 2 : La Revanche de Swampy[1]
- Final Fantasy VII (jeu redirigé sur PlayStation à cause des limites techniques du support cartouche, il existe quelques vieilles images de la version Nintendo 64[Interprétation personnelle ?])[1],[3]

## G
- Ghouls 'n Ghosts 64[1]
- Glover 2[1]
- Golgo 13[1]
- Gradius IV
- Grand Theft Auto (disponble sur PlayStation)[1]
- The Grinch (video game)

## H
- Harrier 2001[1]
- Hashire Boku no Uma[1]
- Hype: The Time Quest[1]

## J
- Jack and the Beanstalk[1]
- Japan Pro Golfer 64[1]
- Jeff Gordon XS Racing[1]
- Jest[1]
- Joust 64[1]
- Jungle Bots[1]
- Jungle Emperor Leo (prévu sur Nintendo 64DD)[1]

## K
- Kameo: Elements of Power (disponible sur Xbox 360)
- Kasparov Chess[1]
- Kirby Air Ride (sorti sur GameCube)[1]

## L
- Looney Tunes: Space Race[1]
- Love Story (jeux vidéo) (sorti sur PlayStation 2 aussi prévue sur Dreamcast mais annulé)
- Luigi's Mansion (projet redirigé sur GameCube)

## M
- Magic Flute[1]
- Major League Soccer[1]
- Maker Trilogy
- Mario Artist: Game Maker (prévu sur Nintendo 64DD)[1]
- Mario Artist: Graphical Message Maker (prévu sur Nintendo 64DD)[1]
- Mario Artist: Sound Maker (prévu sur Nintendo 64DD)[1]
- Mario Artist: Video Jockey Maker (prévu sur Nintendo 64DD)[1]
- Maximo: Ghosts to Glory (projet redirigé sur PlayStation 2)
- Metal Gear Solid (jeu redirigé sur PlayStation à cause des limites techniques du support cartouche, il existe quelques vieilles images de la version Nintendo 64)[réf. nécessaire]
- Metroid 64[1]
- Mini Racers[1]
- Mission impossible 2
- Momotarou Festival[1]
- Monster Dunk[1]
- Montezuma's Return[1]
- Mortal Kombat: Special Forces (disponible sur PlayStation)[1]

## N
- NBA Showtime 2000[1]
- NHL Blades of Steel 2000 (disponible sur PlayStation et Game Boy Color)[1]
- Nightmare Creatures II[1]

## O
- O.D.T. (disponible sur PC et PlayStation)[1]
- Onimusha (jamais annoncé officiellement, mais simplement évoqué ; projet redirigé sur PlayStation 2)[1],[4]
- Oriental Blue - Ao no Tengai (ja) (disponible sur Game Boy Advance)[1]

## P
- Pilotwings 64 II[1]
- Pitfall[1]
- Powerslide[1]
- Project Cairo[1]
- Pokémon Colosseum (disponible sur Gamecube)[réf. nécessaire]
- POD (jeux vidéo)
- Prince of Persia 3D (disponible sur Dreamcast et PC)[1]
- Project Dream

## Q
- Quest 2[1]
- Quest for Camelot 64[1]

## R
- Rally Masters (en) (disponible sur PlayStation et PC)[1],[5]
- Red Baron[1]
- Renegade Racers[1]
- Resident Evil 0 (disponible sur GameCube)[1]
- Rev Limit (prévu sur Nintendo 64DD)[1]
- Riqa (sorti sous le titre Rogue Ops sur Gamecube, Xbox, et PlayStation 2)[1]
- Robotech: Crystal Dreams[1]
- Rollerball[1]
- Ronaldo Soccer[1]
- Roswell Conspiracies: Aliens, Myths & Legends[1]
- Roto Gunners[1]

## S
- Sea-Doo HydroCross (disponible sur Playstation)[1]
- Shadowgate Rising[1]
- SimCopter 64[1]
- Smurfs 64[1]
- Snowspeeder DD[1]annoncer sur nintendo 64
- DD
- South Park 2[1]
- Space Bunnies Must Die[1]
- Spooky[1]
- Super Mario RPG 2 (devenu Paper Mario sur Nintendo 64)
- Super Mario 64 2 (prévu sur Nintendo 64DD, devenu Super Mario Sunshine sur GameCube)
- Survivor: Day One[1]
- Sydney 2000[1]

## T
- Tak et le Pouvoir de Juju (disponible sur Gamecube et Xbox)
- Teo (prévu sur Nintendo 64DD)[1]
- Tetris Plus
- ToeJam & Earl III: Mission to Earth (disponible sur Xbox)
- Tommy Thunder[1]
- Tonic Trouble Add-on
- Toon Panic[1]
- Top Gun (disponible en tant que Top Gun: Fire at Will sur PlayStation)[1]
- TrickStyle (disponible sur Dreamcast et PC)[1],[6]
- Twelve Tales: Conker 64 / Conker's Quest (qui devint ensuite Conker's Bad Fur Day)[1]

## U
- Ultra Baseball 64[1]
- Ultra Combat (prévu au Japon sous le titre Blade and Barrel, mais jamais sorti là-bas non plus)[1]
- Ultra Descent[1]
- Ultra Top Gun
- Unreal (prévu sur Nintendo 64DD, disponible sur PC)[1]
- Ura Zelda (prévu sur Nintendo 64DD)

## V
- Vampire Circus
- Velvet Dark
- Viewpoint 2064[1]
- VR Sports Powerboat Racing (disponible sur Playstation et PC)[1]

## W
- Wall Street DD (prévu sur Nintendo 64DD)[1]
- Waterworks[1]
- Wet Corpse[1]
- Wild Metal Country (disponible sur PC et Dreamcast)[1]
- Wildwaters[1]

## X
- X-Men: Mutant Academy (disponible sur Playstation)[1]

## Z
- Zelda Gaiden (initialement prévu sur Nintendo 64DD, disponible sous le titre The Legend of Zelda: Majora's Mask)
- Zenith[7]